# Smoleńsk-Sortirowocznyj
Smoleńsk-Sortirowocznyj (ros. Смоленск-Сортировочный; Smoleńsk Rozrządowy) – stacja rozrządowa w miejscowości Smoleńsk, w obwodzie smoleńskim, w Rosji. Leży na linii Moskwa - Mińsk - Brześć.